# 畑中保丸
畑中 保丸（はたなか やすまる、1948年9月 - ）は、日本の薬学者。富山大学教授、薬学博士（北海道大学）。研究分野は生物有機化学・ケミカルバイオロジーで、光反応を利用して薬の成分とタンパク質が結合する部位を特定する・構造を解析する手法「光アフィニティーラベリング」を確立した。これにより、光反応に関わる物質の合成が簡便化・効率化され、従来は数年を要した解析工程が1週間程度に短縮される等、画期的な高速化を実現した。

## 略歴
- 1948年生まれ。
- 1971年 金沢大学薬学部卒業。
- 1973年 金沢大学大学院薬学研究科修士課程修了。
- 1976年 北海道大学大学院薬学研究科博士課程修了、薬学博士（北海道大学）。
- 1977年1月 北海道大学薬学部技官。
- 1990年7月 北海道大学薬学部助手。
- 1992年7月 富山医科薬科大学和漢薬研究所助教授。
- 2000年9月 富山医科薬科大学薬学部教授。
- 2001年4月 富山医科薬科大学情報処理センター長。
- 2003年8月 富山医科薬科大学薬学部副学部長。
- 2004年4月 富山医科薬科大学学長補佐。
- 2005年10月 富山大学薬学部長・薬学部教授。
- 2006年4月 富山大学大学院医学薬学研究部（薬学）教授。
- 2009年10月 富山大学理事補佐。
- 2011年4月 国立大学法人富山大学理事（研究担当）・副学長。
- 2015年4月 国立大学法人富山大学理事（国際担当）・副学長。

## 受賞歴
- 1994年 日本薬学会奨励賞
- 2013年 日本光医学・光生物学会賞（生物・化学領域）
- 2014年 日本薬学会賞「光アフィニティーラベリングの画期的高速化と生命科学上のブレークスルーへの応用」。